# アンドリュー・バルトフェルド
- 機動戦士ガンダムSEED DESTINY > 機動戦士ガンダムSEED DESTINYの登場人物 > アンドリュー・バルトフェルド

アンドリュー・バルトフェルド（Andrew Waldfeld）は、テレビアニメ『機動戦士ガンダムSEED』及び『機動戦士ガンダムSEED DESTINY』に登場する架空の人物。
担当声優は置鮎龍太郎。

## 人物
- 人種：コーディネイター
- 生年月日：C.E.41年7月20日
- 星座：蟹座
- 血液型：B型
- 年齢：30歳→32歳
- 身長：181cm
- 体重：74kg
- 趣味：コーヒーのブレンド
- 座乗艦：レセップス→エターナル

ザフト北アフリカ駐留軍司令官で、「砂漠の虎」の異名を持つエースパイロットでもある。基本的に陽気な性格だが、ブルーコスモスのテロリストに容赦なくとどめを刺す等、冷徹な一面も併せ持つ。恋人であるアイシャからは「アンディ」の愛称で呼ばれている。その為、初期のEDでは「アンディ・バルトフェルド」と表記されていた。
キャラクターのモチーフは、登場時の戦場・戦法・あだ名・性格・母国での政治的境遇などから、“砂漠のキツネ”エルヴィン・ロンメル、“マレーの虎”山下奉文、“アフリカの星”ハンス・ヨアヒム・マルセイユ、アンドリュー・ジャクソンに由来すると思われる。
指揮官としてもMS（モビルスーツ）パイロットとしても超一流であり、ザフトで知らぬ者はいないほどの英雄である。ただ、一般国民の間での知名度や「砂漠の虎」という異名は、広告代理店が戦意高揚のために宣伝したことによるという。
母国プラントでの本業は広告心理学者で、振動工学の権威でもある。戦場で出会ったキラに、人間の愛憎や戦争のメカニズムについて独特の問いかけをするなど、単なる軍人以上の厚みのある人柄を見せていた。
バルトフェルドは優秀なプロの軍人である一方、文化的なこだわりを持つ趣味人でもある。被服面では、特異なセンスを持ち、奇妙な模様のシャツや、特注の虎を模したヘルメットにパイロットスーツを着用している。食の面では、コーヒーのブレンドが趣味で、『SEED』では、キラに試飲を勧めている。部下のマーチン・ダコスタからは、レセップス艦内に匂いがこもると言う理由で苦情を言われていた。『DESTINY』では、マリュー・ラミアスや周囲の人間に試飲を勧めているが、その評価は芳しくなかった。ケバブにかけるソースは断じて「ヨーグルトソース」であるべきと主張して、カガリ・ユラ・アスハと微笑ましい衝突を見せたりもしている。またムウも同じくヨーグルトソース派であり、キラからバルトフェルドと同じ好みであることを聞かされると彼を「味の分かる男」だと褒めていた。
個人的にラウ・ル・クルーゼを良く思っておらず、「目を見せない奴は信用出来ない」と語っている。また、『SEED』劇中ではクルーゼ隊から援軍としてやってきたイザーク・ジュールやディアッカ・エルスマンを、砂漠戦の経験が無い事を理由に戦力として当てに出来ないと感じていた。
キラとの戦闘で失った手足を義手・義足にしており、左腕の義手には隠し武器として銃が内蔵されている。『SEED DESTINY』で、ヨップ・フォン・アラフォス率いるコーディネイターの特殊部隊にラクス・クラインが襲撃された際、建物内に侵入した敵のナイフの攻撃を左手の義手で受け止め、そのまま仕込み銃で撃退するというシーンがある。また、ハンディによってモビルスーツの操縦に支障をきたすこともなく、健在を示していた。
『スーツCD8巻』にてミーアの熱烈な（隠れ）ファンであることが明かされ、新曲のCDはおろかファンクラブ会員限定発売のビデオクリップをも入手しているという熱狂振りを見せている。
苗字は特殊設定・森田繁の「森」と「田」をドイツ語に訳したもの。

## 経歴

### ガンダムSEED MSV
北アフリカのエルアラメイン会戦において、ザフト地上軍のMS隊隊長として、モーガン・シュバリエ率いる地球連合軍戦車部隊を攻略し撃破した。これを聞いたプラント本国の広告代理店は、「砂漠の虎」という異名でバルトフェルドを宣伝し、国威発揚に利用している。

### 機動戦士ガンダムSEED
北アフリカにおいて、地球に降下したアークエンジェルに、旗艦レセップスとバクゥ部隊を率いて攻撃を仕掛ける。最初の交戦でキラ・ヤマトの特異な戦闘能力から彼をコーディネイターであると見抜き、興味を持った。戦闘においてはバクゥ(自機のみ武装を失っている状態)の連携攻撃で、キラのストライクを追い詰める程の操縦技術と指揮能力を発揮している。
キラとは後に邂逅を果たし、それをきっかけにキラは守りたい者のために敵とただ戦い続けることに疑問を抱くようになり、その成長に大きく関わった。また、カガリ・ユラ・アスハと出会った際には、「ドレス姿も実に板についている」、「真っ直ぐで実にいい眼だ」と、身分を隠していた彼女の素性を感じ取っていた。
アークエンジェルと最後の決戦に臨んだ際には、ラゴゥで出撃し、キラのストライクと互角以上の勝負を繰り広げるが、死闘の果てにSEEDを発動させたキラに敗れる。射撃手として同乗していた恋人のアイシャと共に戦死したと思われたが、左眼・左腕・左足を失いながらも副官のダコスタに救助され、奇跡的に生還を果たした。その後左足を義足にしている。
その後、ダコスタがクライン派に通じている事を見抜いたバルトフェルドは自らもこれに加わり、密かに決起の時を窺っていた。一方でパトリック・ザラにその戦歴を買われ、新型戦闘艦エターナルの艦長に抜擢される。パトリック・ザラには表面上は忠誠を誓って油断させつつ決起を起こす機会を窺っていたが、ラクスが合流した直後にエターナルを奪取してザラ政権に反旗を翻した。
クライン派の同志達と共にエターナルを奪取後は、ラクス・クラインと共にプラントを脱出する。途中、ヤキン・ドゥーエ防衛軍に追撃されるが、キラのフリーダムの救援を得て突破し、志を同じくするアークエンジェル、クサナギと合流を果たす。その後も三隻同盟の中心人物の1人として第二次ヤキン・ドゥーエ攻防戦を戦い抜き、停戦を迎えている。

### 機動戦士ガンダムSEED DESTINY
本作登場時より失った左手が義手になっている。戦後は、マリュー・ラミアスらと共にオーブへと亡命していた。ユニウスセブン落下テロ後、オーブに寄港したミネルバに対して、通信で密かに世界の情報や情勢を伝え忠告をした。
地球・プラント間で戦争が勃発した当初はプラントに移住する予定であったが、コーディネイター部隊によるラクス・クライン暗殺未遂に遭遇し、プラントの不穏な空気を察知したバルトフェルドは、第三勢力としてオーブの軍服を着用し、アークエンジェルに搭乗する。アークエンジェルでは副艦長を務める傍ら、ムラサメのパイロットを務め、主力の1人として貢献した。
ラクスが宇宙へと上がる際には、ラクスがミーア・キャンベルに成りすましたのに合わせてバルトフェルドもミーアのマネージャーであるキングT@KED@に成りすまし、シャトルを強奪して宇宙に上がる。そして再びザフトの軍服を着用し、エターナルの艦長として指揮を執る。完成したストライクフリーダムをオーブに向けて射出する際、ザフト軍のエターナル追撃部隊（ナスカ級3隻、MS25機）の攻撃を受けた。振り切るため、自らガイアで出撃する。その時にストライクルージュに搭乗したキラが掩護のために大気圏を突破してきたが、ザク及びグフの攻撃の前に大破させられ、エターナルに着艦したキラがストライクフリーダムへ乗り換えるための時間を稼いだ。ストライクフリーダムやインフィニットジャスティス、ドムトルーパー隊の参戦後は、戦力も充実したためエターナルの副艦長職に専念した。
最終決戦のメサイア攻防戦を戦い抜き生還した。

### 機動戦士ガンダムSEED FREEDOM
声は無かったが姿のみ出演。その際に階級は不明ながら、おそらくザフト軍に所属しエターナルの艦長服を着用している。ザフト反乱軍の鎮圧に関わる。

## 搭乗機
- TMF/A-802 バクゥ
  - TMF/A-802 P-Mod.W バクゥ バルトフェルド専用改修タイプ
- TMF/A-803 ラゴゥ
- MVF-M11C ムラサメ（アンドリュー・バルトフェルド専用機）
- ZGMF-X88S ガイアガンダム（アンドリュー・バルトフェルド専用機）